# Sistema Yoshizawa-Randlett

Lo schema di realizzazione di un origami della gru descritto con il
sistema Yoshizawa-Randlett.

Il sistema Yoshizawa-Randlett è un sistema di notazione di schemi utilizzato per descrivere le varie piegature
da effettuare per ottenere un origami. Presentato per la prima volta nel 1954 da Akira Yoshizawa, artista
giapponese considerato tra i più grandi maestri di origami di sempre, il sistema è oggi utilizzato in numerosi libri
trattanti questo tipo di arte.

## Storia
Schemi relativi alla realizzazione di un origami erano già presenti nel primo libri sugli origami mai pubblicato, lo Senbazuru Orikata, del 1797. Tuttavia, i disegni ivi presenti mostravano soltanto il risultato dei vari processi di piegatura, lasciando il lettore incerto su come fossero stati ottenuti i vari modelli intermedi.

Nel tempo, i vari artisti che scrissero sull'argomento tentarono di escogitare sistemi per mostrare con precisione i vari passaggi che portavano a un modello intermedio, tuttavia nessuno di essi si rivelò sufficientemente efficiente nel descrivere tutti i modelli da poter essere ampiamente adottato.
Nel 1954, nella prima edizione della sua monografia sull'arte dell'origami intitolata Atarashi Origami Geijutsu, Akira Yoshizawa presentò il proprio sistema di notazioni. In esso venivano utilizzate linee con tratteggi diversi per indicare piegature a monte o a valle, assieme ad altri simboli per indicare aperture, gonfiature (realizzate soffiando dentro al modello) e altro ancora. Successivamente, il sistema venne all'attenzione di Samuel Randlett e Robert Harbin, anch'essi famosi maestri dell'arte dell'origami, che vi aggiunsero alcuni simboli, quali ad esempio il "ruotare", e lo adottarono come standard per tutte le loro successive pubblicazioni a partire da Art of Origami, scritto da Randlett nel 1961. Ciò permise al sistema Yoshizawa-Randlett di diffondersi nella comunità internazionale degli origamisti, rimanendo, da allora, uno standard sempre in uso.

## Simboli

### Piegature fondamentali
I due tipi principali di simboli utilizzati nel sistema Yoshizawa-Randlett sono le frecce e le linee, laddove le prime
indicano come il foglio utilizzato debba essere piegato o movimentato, mentre le ultime indicano i vari tipi di
bordo:
- Una linea spessa e continua indica il bordo visibile del foglio
- Una linea tratteggiata indica una piegatura a valle
- Una linea punteggiata e tratteggiata (formata in particolare da trattini intervallati da due punti o, meno comunemente, da un punto solo) indica una piegatura a monte
- Una linea sottile e continua mostra la posizione di una piegatura precedente
- Una linea punteggiata indica una precedente piegatura nascosta dietro il foglio o, talvolta, indica una piegatura successiva

Piegatura a valle
Piegatura a monte
Piegatura a valle e apertura
Rivoltare

### Operazioni più comuni
Di seguito una galleria delle operazioni più comuni svolte dagli origamisti con i relativi simboli.

Ruotare
Unire i punti
Aprire
Tirare
Ripetere la stessa piega
Piegatura doppia
Crimpatura interna
Crimpatura esterna
Piegatura inversa interna
Piegatura inversa esterna
Gonfiare il modello
Schiacciare uno spigolo